# Saint-Julien-sur-Garonne
Saint-Julien-sur-Garonne är en kommun i departementet Haute-Garonne i regionen Occitanien i södra Frankrike. Kommunen ligger i kantonen Rieux-Volvestre som tillhör arrondissementet Muret. År 2022 hade Saint-Julien-sur-Garonne 552 invånare.

## Befolkningsutveckling
Antalet invånare i kommunen Saint-Julien-sur-Garonne
Referens:INSEE